# 西班牙裔
西班牙裔（西班牙語：Hispano）或西班牙語裔是美洲地区的一个特定语言族群，他们拥有来自于拉丁美洲或者伊比利亚半岛的血统。广义来说，西班牙裔包含所有在美洲居住并且自定义为西班牙裔或者拉丁裔的一类人。
西班牙裔人的祖先分布广泛，族群多样性非常强。因此西班牙裔并不是一个种族，而更像一类族群，以語言和文化维繫。

## 西班牙裔、拉丁裔和西班牙人的区别
西班牙裔（Hispanic）和拉丁裔（Latino）经常会被人们混用。事实上，西班牙裔的定义相比而言较为狹义，指的是说西班牙语的人或者祖籍为西班牙的人（例如西班牙人和墨西哥人）；而拉丁裔的则较为廣义，定義為祖籍和本人為拉丁美洲和加勒比地區的居民（因此还包括巴西人、法屬圭亞那人和海地人），此定義是以拉丁语族语言为官方语言的美洲国家和地区，即西班牙语、葡萄牙語以及法语，注意英语和荷兰语不属于拉丁语族。另外不包括說法語的加拿大魁北克省，因為該省份並不在拉丁美洲的範疇中。
除了這兩者外，還有更狹義的西班牙人（Españoles，英語Spaniards），僅指代和現代西班牙有關的人。
用公式表达，
拉丁裔=祖籍为拉丁美洲的人 =说西班牙语的拉丁美洲人+说葡萄牙語的拉丁美洲人（巴西人）+说法语的拉丁美洲人（海地人等，偶尔包括）-西班牙人-葡萄牙人-法国人-说英语的美洲人（圭亚那人+貝里斯人等）-说荷兰语的美洲人（苏里南人）-美國人-加拿大人（包括說法語的魁北克人）

西班牙裔 = 西班牙人+说西班牙语的拉丁美洲人-葡萄牙人-巴西人
葡萄牙人和其他说葡萄牙语且非拉丁美洲人则既不是西班牙裔也不是拉丁裔，但包含葡語為主的巴西人，而以英語主的加勒比海國家人民則有時和講荷語的蘇利南人和以英語為主的蓋亞那人和貝里斯人被排除在外，因為英語和荷語並非屬於拉丁語族的語言，而蘇利南與蓋亞那更以印度族裔為多數，其中蓋亞那的亞裔族群眾多（華人和印度裔眾多），而拉丁民族中的歐洲白人後裔、印地安人後裔和印歐混血人種（梅斯蒂索人）皆屬少數，只有非裔黑人和歐非混血人佔多數，所以有時也會被排除在外，而以法語為主的海地人（雖然主要種族是非裔黑人）與法屬圭亞那人民廣義也算拉丁裔，因為法語也是拉丁語所延伸出的拉丁語族中的一種語言，但拉丁裔更常被用於講西班牙語為主的人身上。
在漢語圈，也會將西班牙裔和拉丁裔混淆，所以也有人出來解釋兩者的定義。

## 族群分布
西班牙裔或者拉丁裔占据了美国16.9%的人口，即5300万人。由此而成为继墨西哥，超过阿根廷、哥伦比亚和西班牙的第二大西班牙社群。

## 外部連結
- 中的“Hispanic and Latino”